# マルチバイブレータ
マルチバイブレータ（英: multivibrator）は、発振回路、タイマー、ラッチ、フリップフロップなど様々な単純な2状態系を実装するのに使われる電子回路である。2つの増幅用部品（トランジスタ、真空管、その他）を抵抗とコンデンサでたすきがけ形に接続することを特徴とする。最も典型的な形式は無安定または発振型で、矩形波を生成する。矩形波には倍音が多く含まれているため、マルチバイブレータと呼ばれるようになった。最初のマルチバイブレータは真空管を使った回路で、ウィリアム・エクルズとF・W・ジョーダンが1919年に考案した。
マルチバイブレータ回路は3種類に分類される。
非安定、無安定 (astable)
安定しない回路であり、2つの状態を常に行ったり来たりすることで発振する。
単安定 (monostable)
一方の状態は安定しているが、もう一方は安定しない。安定しない状態になっても、ある一定時間経過すると安定状態に戻る。何らかの外部イベントに対応して一定時間だけ信号を発するような用途で利用できる。ワンショットマルチバイブレータとも呼ぶ。チャタリング対策にもよく使われる。
双安定 (bistable)
どちらの状態も安定している。外部のイベントやトリガーによって一方の状態に切り替わる。レジスタや記憶装置の基本構成要素として、非常に重要な回路である。ラッチ・フリップフロップとも呼ぶ。
最も単純なマルチバイブレータ回路は、トランジスタを2個たすきがけに接続し、抵抗器やコンデンサの回路で不安定な状態となる時間を設定することで、様々な種類の安定性を実装できる。マルチバイブレータは、矩形波や一定時間のインターバルが必要とされる様々な用途に応用されている。回路が単純であるほど様々な要因に影響されやすくなり、タイミングが不正確になる傾向があるため、高精度が要求される用途では使われない。
集積回路が低価格化する以前は、複数のマルチバイブレータを接続して分周回路を構成するのに使われていた。基準周波数の1/2から1/10の周波数の非安定マルチバイブレータは、基準周波数と正確に同期する。この技法は初期の電子オルガンで、オクターブの異なる同じ音を正確に調整するのによく用いられた。また、初期のテレビでも、ビデオ信号などのライン周波数とフレーム周波数の同期をパルスで保つのに使われた。

## 非安定マルチバイブレータ回路

図 1: 基本的なBJT非安定マルチバイブレータ

右図は、典型的かつ単純な非安定回路で、発振出力はQ1のコレクタ、逆波形はQ2のコレクタから得られる。
約100Hzの周波数を得るには、以下のような値の部品を用いる。
- R1, R4 = 4.7K
- R2, R3 = 100K
- C1, C2 = 0.068μF
- Q1, Q2 = 2SC1815 または同等のNPNトランジスタ

### 基本動作
この回路では、一方のトランジスタがONとなり、もう一方がOFFとなる。初期状態では、Q1がONで、Q2がOFFだとする。
状態1
- Q1がONの前提であるのだから、R1の下端（およびC1の左端）はほぼ接地状態 (0V) である。
- R3はQ1のベースを引き上げるが、ベース-エミッタで構成されるPN接合ダイオードにより0.6V以上になるとベース→エミッタへ電流が流れるので0.6V以上には上がらない。
- Q2がOFFの前提であるのだから、R4はC2の右端に蓄電し電源電圧(+V)近くまで上げる。
- C1は右端のR2によって蓄電し、C1の右端=Q2のベースの電圧は少しずつ0.6Vよりも低い状態から0.6Vまで上がる方向に変化する。

Q2のベース電圧が0.6Vに達すると、Q2はONになり、次のようなポジティブフィードバックループが発生する。
- Q2がONになるので、C2の右端の電圧は0V付近まで下がる事になる。
- コンデンサの両端電圧は放電しない限り急に変化することはないので、C2の左端は0Vよりも低い、ほぼ-V+0.まで下がることになる。
- Q1はベース電圧が0.6V未満に下がるため、Q1はOFFになる。
- Q1がOFFになるのだから、R1はC1の左端に蓄電し電源電圧(+V)近くまで上げる。
- C2の左端はR3によって蓄電し、C2の左端=Q1のベースの電圧は少しずつ0.6Vよりも低い状態から0.6Vまで上がる方向に変化する。

これで状態2となり、初期状態とは鏡像の状態になる。すなわち、Q1がOFFでQ2がONである。R1は急激にC1の左端を+Vに引き上げ、R3はややゆっくりとC2の左端を+0.6Vに引き上げる。C2の左端が0.6Vに達すると、以上の周期が繰り返される。

### マルチバイブレータの周波数
マルチバイブレータのそれぞれ半分の周期は t = ln(2)RC である。全体の発振周期は以下のようになる。
T = t1 + t2 = ln(2)R2 C1 + ln(2)R3 C2
{\displaystyle f={\frac {1}{T}}={\frac {1}{\ln(2)\cdot (R_{2}C_{1}+R_{3}C_{2})}}\approx {\frac {1}{0.693\cdot (R_{2}C_{1}+R_{3}C_{2})}}}
ここで
- f は周波数（ヘルツ）
- R2 と R3 は抵抗値（オーム）
- C1 と C2 は静電容量値（ファラド）
- T は周期（この場合は2つの時間の合計）

次のような特殊ケースを考える。
- t1 = t2 （デューティ比50%）
- R2 = R3
- C1 = C2

{\displaystyle f={\frac {1}{T}}={\frac {1}{\ln(2)\cdot 2RC}}\approx {\frac {0.721}{RC}}}

### 初期の電源投入
回路の電源を入れたとき、どちらのトランジスタもONではない。しかし、その場合どちらのベース電圧も高く、同時にONになろうとする。そして、必然的に存在するわずかな非対称性から一方のトランジスタが先にONになる。これにより、回路は上述のどちらかの状態に素早く到達し、発振が開始される。実際、実用的なRおよびCの値では常に発振が起きる。
しかし、両方のコンデンサが完全に蓄電するまでの間、両方のベース電圧が高いままになった場合、この回路は安定状態になり、両方のベース電圧が0.6V、両方のコレクタ電圧が0V、両方のコンデンサが-0.6Vに蓄電される。これは、外乱要素がなくRとCが共に非常に小さい場合、電源投入時に発生しうる。例えば、この型の10MHz発振回路は頻繁にこの状態に陥る。高周波数の発振回路としては弛緩型発振回路のような他の発振回路が必要である。

### 発振周期
大まかに言えば、状態1（出力が低電圧の状態）の期間は時定数 R2*C1 に関連し、C1の蓄電にかかる時間に依存する。また、状態2（出力が高電圧の状態）の期間は時定数 R3*C2 に関連し、C2の蓄電にかかる時間に依存する。これらは同じである必要はないので、非対称なデューティ比の発振が容易に実現できる。
しかし、各状態の期間は対応するコンデンサの蓄電の初期状態にも依存し、それは前の状態での放電量に依存する。さらにそれは放電時に使われる抵抗器（R1とR4）および前の状態の期間などにも依存する。したがって、電源投入当初はコンデンサは完全に放電しているので周期が長くなるが、その後周期は急激に短くなり、一定になる。
周期は、出力として流れる電流および電源電圧にも依存する。

### 保護用部品
回路の要素としては必須ではないが、トランジスタのベースまたはエミッタにダイオードを直列に接続すると、ベース-エミッタ接合のブレークダウンする電圧（最も代表的なトランジスタ2SC1815の場合は5V）が印加されるのを防ぐことができる。単安定の場合は、保護が必要なトランジスタは1つだけである。

## 単安定マルチバイブレータ回路

図 2: 基本的なBJT単安定マルチバイブレータ

パルスを入力すると、単安定マルチバイブレータは一時的に不安定な状態に遷移し、一定時間後安定な状態に戻る。単安定マルチバイブレータが不安定な状態となっている時間は t = ln(2)*R2*C1 で与えられる。不安定な状態のときに再度パルスを入力すると不安定な状態が続く場合、「再トリガ可能 (retriggerable)」単安定マルチバイブレータと呼ぶ。逆に連続してパルスを入力しても出力に影響しない場合（最初のパルスで不安定状態になり、一定時間で安定状態に戻る）、「再トリガ不可能 (non-retriggerable)」単安定マルチバイブレータと呼ぶ。

## 双安定マルチバイブレータ回路
部品の値の例:
- R1, R2 = 10K
- R3, R4 = 10K

図 3: 基本的なBJT双安定マルチバイブレータ

この回路は非安定マルチバイブレータに似ているが、コンデンサがないため、蓄電時間も放電時間もない。電源を入れた時の初期状態は不定であるが、仮にわずかな部品製造誤差でQ1が先にON状態になると、そのコレクタ電圧は0Vとなり、結果としてQ2にベース電流が流れずOFFになる。この時、Q1にはR2およびR4を通してベース電流が供給され続けるので、Q1はON状態を保持する。こうして、1つの状態が安定して継続される。同様にQ2が先にON状態になれば、こちらも安定してその状態を保持する。
状態の切り替えは、双方のベースにつながるSet端子とReset端子で行う。例えば、図3においては、Q1のベースにつながるスイッチをReset端子、Q2のベースにつながるスイッチをSet端子だとする。Q2がONのとき、Setを一時的に接地電圧に接続すると、Q2がOFFになり、R2およびR4を通してQ1のベース電流が流れるためQ1がONになる。また、Q1がONのとき、Resetを一時的に接地電圧に接続すると、Q1がOFFになり、R1およびR3を通してQ2のベース電流が流れるためQ2がONになる。